# Cyrtopogon laphriformis
Cyrtopogon laphriformis là một loài ruồi trong họ Asilidae. Cyrtopogon laphriformis được Curran miêu tả năm 1923. Loài này phân bố ở vùng Tân Bắc giới.